# Verboide
Un verboide és un verb que ha perdut el seu caràcter d'acció i que o bé forma part d'una perífrasi verbal (aportant el significat) o bé ha patit un procés d'habilitació i actua com una altra categoria gramatical (per exemple quan l'infinitiu fa de substantiu). Els verboides no es poden conjugar, a diferència d'altres formes verbals, i solen identificar-se amb les anomenades formes no personals, que en català són l'infinitiu, el gerundi i el participi.